# آی‌ان‌اس رانجیت (دی۵۳)
آی‌ان‌اس رانجیت (دی۵۳) (به انگلیسی: INS Ranjit (D53)) یک کشتی است که طول آن ۱۴۷ متر (۴۸۲ فوت) می‌باشد. این کشتی در سال ۱۹۷۹ ساخته شد.